# Hereweg (Groningen)
De Hereweg is een straat in de Nederlandse stad Groningen. De weg begint bij de Herebrug en loopt tot de Natte brug. Voorbij de brug begint Helpman en verspringt de naam naar de Verlengde Hereweg.

## Beschrijving
De Hereweg was vanouds de belangrijkste toegangsweg tot Groningen vanuit het zuiden. Die route liep over de Hondsrug van Coevorden naar Groningen. Hoewel die functie inmiddels is overgenomen door de A28 heeft de Hereweg nog steeds het karakter van een entree.
Die functie als toegangsweg wordt ook duidelijk wanneer men de Herepoort ziet, de belangrijkste poort in de oude omwalling van Groningen. De Groninger Wallen zijn gesloopt, maar de Herepoort is heden ten dage te bekijken in de tuin van het Rijksmuseum te Amsterdam.
Gerekend vanaf de binnenstad gaat de Hereweg eerst met het Herewegviaduct (het oudste viaduct van de stad) over de spoorlijn van Groningen naar Assen en Winschoten. Net voor het spoorviaduct bevindt zich direct ten oosten van de Hereweg nog de eind-19e-eeuwse villawijk het Zuiderpark. Direct na het viaduct volgt dan de Scholtenskoepel en verder de Herewegwijk. Aan de westzijde liggen de eind 19e-eeuwse delen van de Rivierenbuurt, waarvan de Davidstraatbuurt de oudste is. De bebouwing aan de oostzijde stamt eveneens grotendeels uit het einde van de 19e eeuw.
Aan de Hereweg stond ooit de fietsfabriek van Fongers. Hiervan rest nog een façade. Iets verder zuidelijk ligt de Zuiderbegraafplaats met het grafmonument van W.A. Scholten. Direct ten zuiden van die begraafplaats ligt het Sterrebos. Dit bos is in de jaren zestig van de twintigste eeuw verkleind als gevolg van de aanleg van de A7/N7 die hier de Zuidelijke ringweg van Groningen vormt. Direct ten zuiden van de ringweg loopt een zijlaantje, de Papiermolenlaan naar het zwembad De Papiermolen. Aan dat laantje ligt ook het R.K. Kerkhof.
Aan de rand van het Sterrebos, waar ooit een van de watertorens van Groningen stond, staat nu het Joods monument van beeldhouwer Edu Waskowsky. Vanaf deze plek vertrekt jaarlijks op 4 mei de stille tocht ter gelegenheid van dodenherdenking in Groningen.

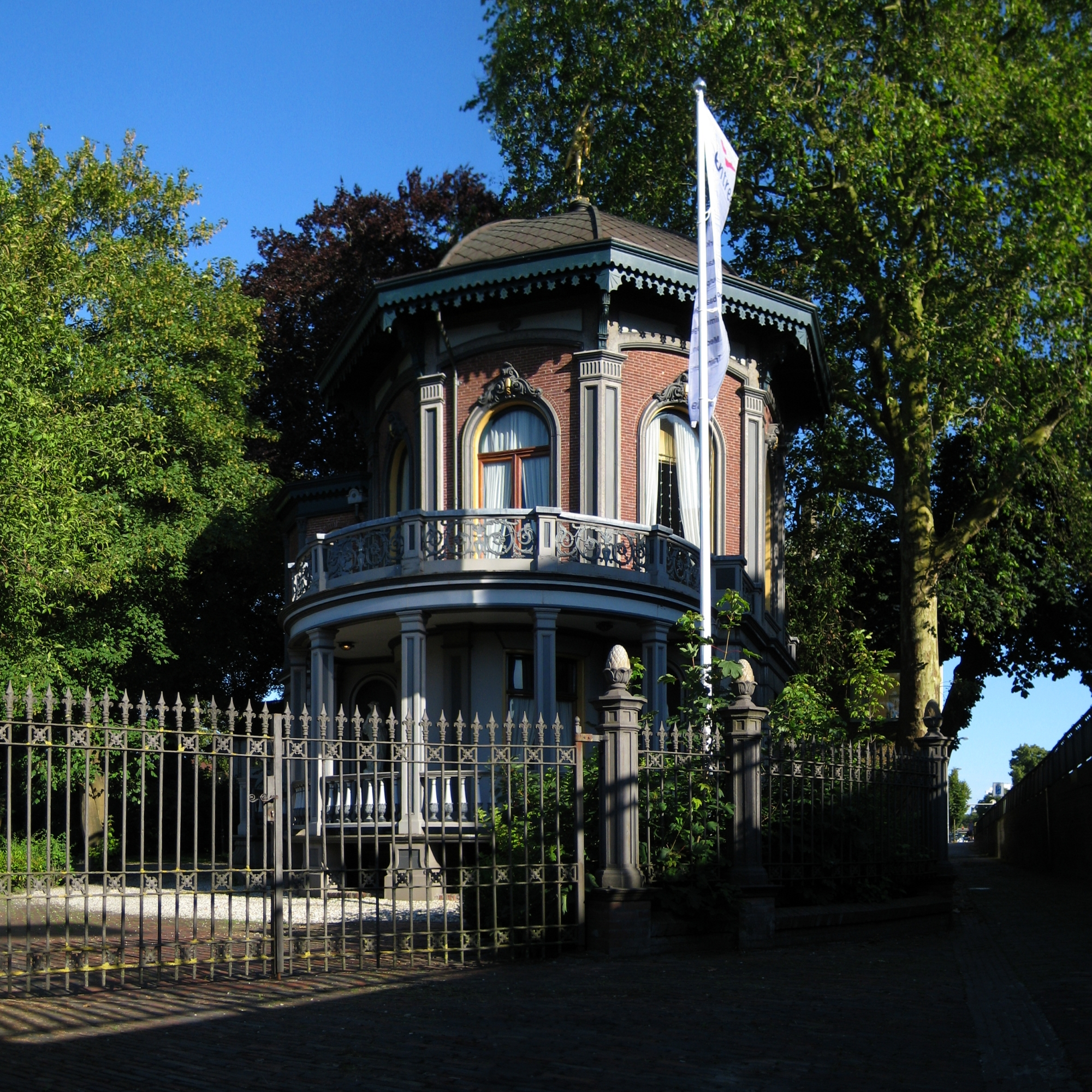
Scholtenskoepel
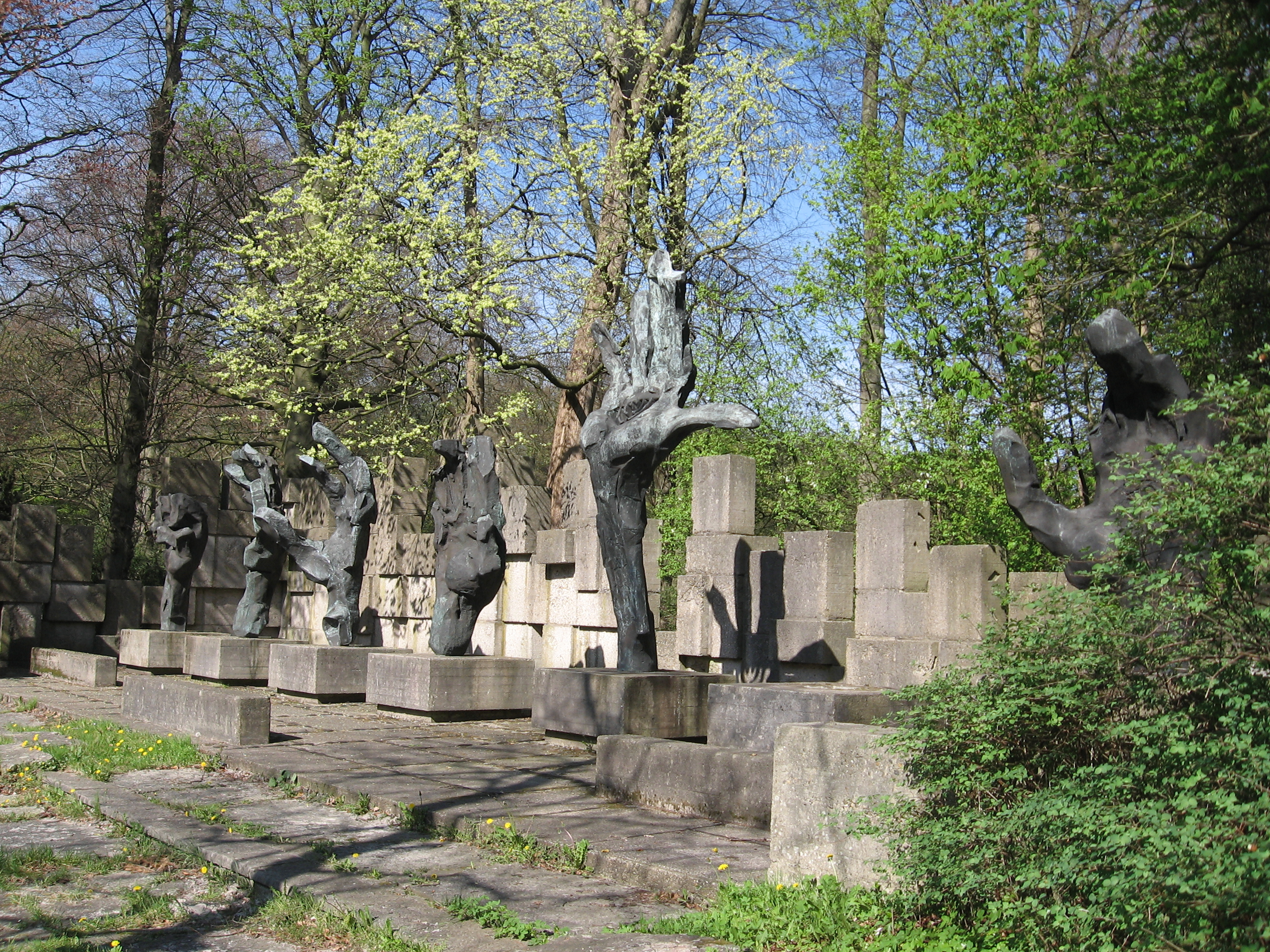
Joods Monument
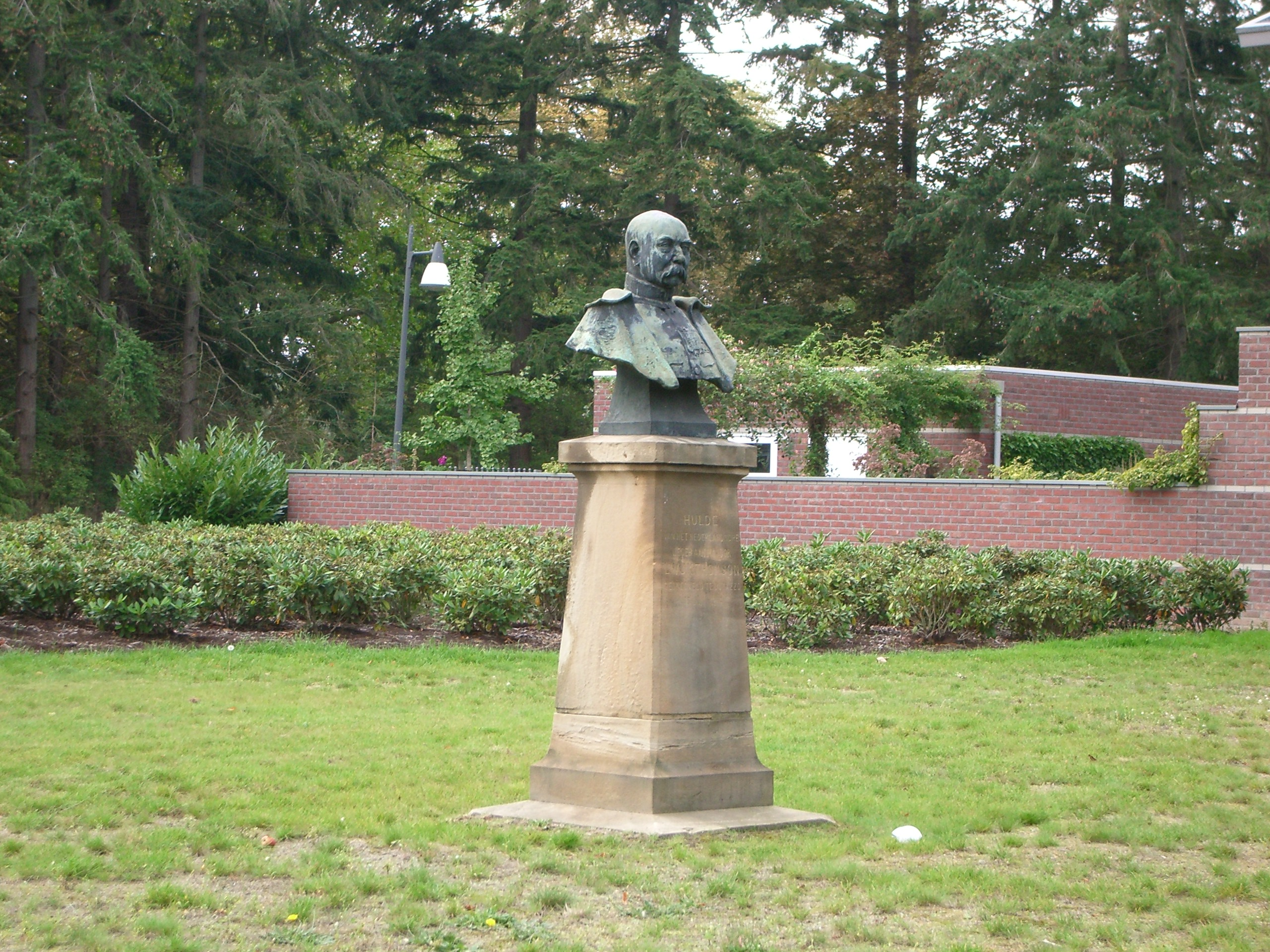
Het borstbeeld van Thomson

Direct ten zuiden van het Sterrenbos staat de Van Mesdagkliniek. Het oude gebouw langs de Hereweg ademt de sfeer van een negentiende-eeuws gesticht, maar achter de façade is een volledig nieuw instituut gebouwd. Tegenover de kliniek heeft jarenlang de Rabenhauptkazerne gestaan. De grond hier is nog jaren na de sloop van de kazerne in handen van Defensie geweest. Op deze plek staat een borstbeeld van Lodewijk Thomson. Aan het einde van de twintigste eeuw is hier een nieuwbouwwijk verrezen. Dit wijkje wordt begrensd door het Helperdiepje.

## Paardenmarkt
De eerste vermelding van een paardenmarkt in Groningen dateert uit 1250. Deze markten werden doorgaans op de Vismarkt gehouden. In 1668 werden er naast de jaarmarkt drie extra paardenmarkten ingesteld. In 1735 werd de paardenmarkt naar de Hereweg verplaatst, nabij het latere Zuiderpark. Tussen ongeveer 1778 en 1971 stond tegenover de Barestraat herberg De Koppelpaarden, waarvan de naam (een "koppel paarden") hiernaar verwees. De markt werd vijf maal per jaar gehouden in april, mei (met Meikermis), juli, augustus (Gronings Ontzet, hiernaar verwijst het schilderij De Paardenkeuring) en oktober. De Hereweg was dan gedeeltelijk gestremd voor het verkeer. In 1870 werd de markt verplaatst naar een locatie tussen het Herewegviaduct en hotel Waterloo bij het Sterrenbos.
In 1892 werd de paardenmarkt samen met andere beestenmarkten verplaatst naar het veemarktterrein ter plaatse van het latere muziekcentrum De Oosterpoort en in 1970 naar de Sontweg (later terrein van de IKEA). In 2001 werd de markt definitief gesloten tijdens de MKZ-crisis.

## Monumenten
Aan de Hereweg zijn verschillende rijks- en gemeentelijke monumenten te vinden:
| Object                                                               | Bouwjaar                                   | Architect                                                   | Monument  | Afbeelding |
| -------------------------------------------------------------------- | ------------------------------------------ | ----------------------------------------------------------- | --------- | ---------- |
| Hereweg 2 Theekoepel                                                 | 1774                                       |                                                             | RM 18502  |            |
| Hereweg 4 Herenhuis                                                  | 1860                                       |                                                             | RM 484330 |            |
| Hereweg 20 Scholtenskoepel                                           | 1868-'69                                   | J. Maris                                                    | RM 484338 |            |
| bij Hereweg 20 Herewegviaduct                                        | ca. 1868 1926                              | S.J. Bouma (1926) m.m.v. Willem Valk                        | GM 104570 |            |
| Hereweg 22-1 Javaanse huis                                           | ca. 1879                                   |                                                             | RM 484346 |            |
| Hereweg 31 Woonhuis met jongere winkelpui                            | 1876 1907 (pui)                            |                                                             | RM 484618 |            |
| Hereweg 57 Woon-winkelcomplex                                        | 1924                                       | Joh. Prummel                                                | GM 101074 |            |
| Hereweg 59-61 Twee woonhuizen                                        | ca. 1885                                   |                                                             | GM 101075 |            |
| Hereweg 68 Herenhuis                                                 | 1890 1897                                  |                                                             | GM 101089 |            |
| Hereweg 73 Woonhuis                                                  | ca. 1880                                   |                                                             | RM 484632 |            |
| Hereweg 75 Villa                                                     | 1883                                       |                                                             | RM 484639 |            |
| Hereweg 77 Herenhuis                                                 | ca. 1885                                   |                                                             | GM 101076 |            |
| Hereweg 87 Opzichterswoning Zuiderbegraafplaats                      | 1864                                       | J.G. van Beusekom                                           | RM 486899 |            |
| bij Hereweg 87 Grafmonument familie Scholten                         | 1892                                       |                                                             | RM 485374 |            |
| bij Hereweg 87 Urinoir                                               | 1955                                       | Fa. S. Denker                                               | GM 104528 |            |
| Hereweg 88-90 Dubbel woonhuis                                        | ca. 1890 1909 (verb.)                      | K.H. Holthuis (1909)                                        | GM 101092 |            |
| Hereweg 89-91 Kapel R.K. Kerkhof                                     | 1879                                       | P.J.H. Cuypers                                              | GM 106394 |            |
| bij Hereweg 89-91 en 103-111 Helperlinie Restanten vestingwerk       | 1698                                       | M. van Coehoorn                                             | GM 106422 |            |
| Hereweg 92 Woonhuis                                                  | 1868                                       |                                                             | GM 101093 |            |
| Hereweg 108 Woonhuis                                                 | 1895                                       |                                                             | GM 101096 |            |
| Hereweg 110 Woonhuis                                                 | 1894                                       |                                                             | GM 101097 |            |
| Hereweg 111 Voormalig marechausseekantoor                            | 1934                                       | H. Hoekstra                                                 | GM 106343 |            |
| Hereweg 112 Woonhuis                                                 | 1891-'92                                   |                                                             | GM 101098 |            |
| Hereweg 114 Woonhuis                                                 | 1913                                       | J. Kuiler                                                   | GM 101099 |            |
| Hereweg 116 Woonhuis                                                 | 1875 1890 (verb.)                          | G. Nijhuis (1890)                                           | GM 101100 |            |
| Hereweg 118 Woonhuis                                                 | 1914                                       | G. Nijhuis                                                  | GM 101101 |            |
| Hereweg 122 Theekoepel in het Sterrebos                              | 1818                                       |                                                             | RM 18504  |            |
| bij Hereweg 122 Sterrebos                                            | 1765 1882-'83 (uitbr.) 1928 (muziekkoepel) | J.G. Becker (1765) L.P. Zocher (1882-'83) S.J. Bouma (1928) | GM 106545 |            |
| Hereweg 126 en 130 Directeurswoningen strafgevangenis                | ca. 1885                                   |                                                             | RM 483412 |            |
| Hereweg 128 Voormalige strafgevangenis sinds 1962: Van Mesdagkliniek | 1883                                       | J.F. Metzelaar                                              | RM 483406 |            |
| Hereweg 132-142 Cipierswoningen strafgevangenis                      | 1894                                       | J.F. Metzelaar                                              | RM 483420 |            |
| bij Hereweg 142 (Helperlinie 1) Schakelstation                       | 1935                                       | S.J. Bouma                                                  | GM 106393 |            |